# Österreichische Fußball-Frauenmeisterschaft 2002/03
Die österreichische Fußball-Frauenmeisterschaft wurde 2002/03 zum 31. Mal nach der 35-jährigen Pause zwischen 1938 und 1972 ausgetragen. Die höchste Spielklasse ist die ÖFB Frauen-Bundesliga und wurde zum ersten Mal durchgeführt. Die zweithöchste Spielklasse, in dieser Saison die 24. Auflage, wurde in vier regionale Ligen unterteilt, wobei die 2. Division Mitte zum 3. Mal, die 2. Division Ost zum 9. Mal, die Regionalliga West zum 9. Mal und die Landesliga Steiermark zum 4. Mal ausgetragen wurde.
Österreichischer Fußballmeister wurde zum ersten Mal SV Neulengbach. Die Meister der zweithöchsten Spielklasse wurden SV Spittal/Drau (Mitte), FC Südburgenland (Ost), FC Koblach (West) und ASV St. Margarethen/Lavanttal (Landesliga Steiermark).

## Erste Leistungsstufe – Bundesliga Frauen

### Modus
Im Rahmen des im Meisterschaftsmodus durchgeführten Bewerbes spielte jede Mannschaft zweimal gegen jede teilnehmende gegnerische Mannschaft (Hin- und Rückrunde). Das Heimrecht ergibt sich durch die Auslosung.

### Saisonverlauf
Die Bundesliga der Frauen wurde wiederum vom ÖFB direkt ausgerichtet. Meister wurde erstmals in der Vereinsgeschichte der niederösterreichische Verein SV Neulengbach. Den Vizemeistertitel sicherte sich mit dem Innsbrucker AC der Meister des Vorjahres. Für den SV Neulengbach wurde es die bis dahin erfolgreichste Saison überhaupt, da sich die Niederösterreicherinnen neben der Meisterschaft den Pokalgewinn (5:0 gegen Kleinmünchen) und den Supercup (5:1 gegen Kleinmünchen) sichern konnten. Darüber hinaus qualifizierten sich die Neulengbacherinnen erstmals für den UEFA Women’s Cup. In diesem Bewerb konnten sie im selben Jahr das Qualifikationsturnier in Mazedonien gewinnen und belegten schlussendlich den guten dritten Rang in der Hauptrunde des UEFA-Womens-Cup-Turniers in Bilbao.
Absteigen mussten in dieser Saison der 1. DFC Leoben und die 1. SVg Guntramsdorf, bei der die Mannschaft von SC Brunn am Gebirge dorthin wechselte und durch die Weiterreichung der Lizenz in der folgenden Saison antreten durfte. Aus der 2. Division Ost stieg der Meister FC Südburgenland auf. Neu hinzu kam für die nächste Saison der ASV St. Margarethen/Lavanttal, die von der Landesliga Steiermark aufstiegen.

### Abschlusstabelle
Die Meisterschaft endete mit folgendem Ergebnis:
| Pl.                            | Verein                    | Sp. | S  | U | N  | Tore    | Diff. | Punkte |
| ------------------------------ | ------------------------- | --- | -- | - | -- | ------- | ----- | ------ |
| 1.                             | SV Neulengbach            | 18  | 18 | 0 | 0  | 120:500 | +115  | 54     |
| 2.                             | Innsbrucker AC (M)        | 18  | 14 | 0 | 4  | 071:270 | +44   | 42     |
| 3.                             | USC Landhaus (C, S)       | 18  | 13 | 1 | 4  | 089:210 | +68   | 40     |
| 4.                             | SG Ardagger/Neustadtl (N) | 18  | 10 | 2 | 6  | 041:340 | +7    | 32     |
| 5.                             | Union Kleinmünchen        | 18  | 6  | 5 | 7  | 032:380 | −6    | 23     |
| 6.                             | LUV Graz                  | 18  | 7  | 2 | 9  | 042:580 | −16   | 23     |
| 7.                             | SC Damen Dörfl            | 18  | 5  | 3 | 10 | 023:500 | −27   | 18     |
| 8.                             | FC Hellas Kagran          | 18  | 4  | 2 | 12 | 025:810 | −56   | 14     |
| 9.                             | 1. DFC Leoben             | 18  | 4  | 1 | 13 | 017:660 | −49   | 13     |
| 10.                            | 1. SVg Guntramsdorf B1    | 18  | 1  | 0 | 17 | 011:910 | −80   | 03     |
| Stand: Endstand. Quelle: NOeFV |                           |     |    |   |    |         |       |        |

| (M) | Österreichischer Fußball-Frauenmeister 2001/02         |
| (C) | ÖFB-Ladies-Cup-Sieger 2001/02                          |
| (S) | ÖFB-Supercup der Frauen-Sieger 2002 der Saison 2001/02 |
| (N) | Neuaufsteiger der Saison 2001/02                       |

Torschützenkönigin wurde zum dritten Mal in Folge Maria Gstöttner vom SV Neulengbach mit 28 Treffern in 18 Spielen.
Aufsteiger
- 2. Division Mitte: keiner
- 2. Division Ost: FC Südburgenland
- Regionalliga West: keiner
- Landesliga Steiermark: ASV St. Margarethen/Lavanttal

## Zweite Leistungsstufe
Um die Kosten für die Vereine zu reduzieren, wird diese in vier regionalen Gruppen ausgespielt: 2. Division Mitte, 2. Division Ost, Landesliga Steiermark und Regionalliga West.
Die zweite Leistungsstufe bestand aus zwei Ligen, getrennt nach Regionen:
- 2. Division Mitte mit den Vereinen aus Oberösterreich (OFV), Salzburg (SFV),
- 2. Division Ost mit den Vereinen aus Burgenland (BFV), Niederösterreich (NÖFV) und Wien (WFV),
- Landesliga Steiermark (StFV), inklusive Vereine aus Kärnten (KFV) und
- Regionalliga West mit Vereinen aus Tirol (TFV) und Vorarlberg (VFV).

### 2. Division Mitte

#### Modus
Die Liga bestand aus acht Vereinen, die einer Hin- und einer Rückrunden gegeneinander spielten. So wurden in 14 Runden der Meister der 2. Division Mitte ermittelt.

#### Saisonverlauf
Die Amateurmannschaft von Union Kleinmünchen wurde von LASK Linz übernommen und spielt unter dem Namen Ladies Soccer Club Linz. Der Meister, SV Spittal/Drau verzichtete auf sein Aufstiegsrecht.

#### Abschlusstabelle
Die Meisterschaft endete mit folgendem Ergebnis:
| Pl.                          | Verein                       | Sp. | S  | U | N  | Tore    | Diff. | Punkte |
| ---------------------------- | ---------------------------- | --- | -- | - | -- | ------- | ----- | ------ |
| 1.                           | SV Spittal/Drau              | 14  | 10 | 1 | 3  | 043:130 | +30   | 31     |
| 2.                           | FC Zell am See               | 14  | 9  | 2 | 3  | 028:900 | +19   | 29     |
| 3.                           | Ladies Soccer Club Linz 2DM1 | 14  | 9  | 0 | 5  | 040:390 | +1    | 27     |
| 4.                           | SV Garsten                   | 14  | 8  | 2 | 4  | 056:230 | +33   | 26     |
| 5.                           | ASK Salzburg                 | 14  | 7  | 2 | 5  | 040:280 | +12   | 23     |
| 6.                           | Union Babenberg Linz Süd     | 14  | 6  | 2 | 6  | 033:230 | +10   | 20     |
| 7.                           | USK Hof                      | 14  | 2  | 1 | 11 | 004:360 | −32   | 07     |
| 8.                           | Innsbrucker AC II (U)        | 14  | 0  | 0 | 14 | 006:790 | −73   | 0      |
| Stand: Endstand. Quelle: OFV |                              |     |    |   |    |         |       |        |

| (U) | Umsteiger in die Regionalliga West der Saison 2002/03 |

Aufsteiger
- Oberösterreich: Union Kleinmünchen II
- Salzburg: keiner

### 2. Division Ost

#### Modus
Die 2. Division Ost wurde mit 10 Vereinen gespielt.

#### Saisonverlauf
Nachdem sich im Vorjahr mehrere der damals acht Teilnehmer aus der Liga zurückzogen, gab es mit ASK Erlaa, SG ASV Spratzern/SC Stattersdorf sowie der zweiten Mannschaft von SC Damen Dörfl und USC Landhaus mehrere Neueinsteiger. Der SC Pinkafeld benannte sich in FC Südburgenland um. Meister wurde der FC Südburgenland der sich als Aufsteiger umgehend für die Bundesliga qualifizieren konnte.

#### Abschlusstabelle
Die Meisterschaft endete mit folgendem Ergebnis:
| Pl.                            | Verein                               | Sp. | S  | U | N  | Tore    | Diff. | Punkte |
| ------------------------------ | ------------------------------------ | --- | -- | - | -- | ------- | ----- | ------ |
| 1.                             | FC Südburgenland 2DO1                | 18  | 15 | 1 | 2  | 077:220 | +55   | 46     |
| 2.                             | SV Groß-Schweinbarth                 | 18  | 9  | 3 | 6  | 073:510 | +22   | 30     |
| 3.                             | SV Horn                              | 18  | 8  | 4 | 6  | 040:430 | −3    | 28     |
| 4.                             | DFC Heidenreichstein                 | 18  | 7  | 6 | 5  | 029:270 | +2    | 27     |
| 5.                             | ASK Erlaa (N)                        | 18  | 7  | 5 | 6  | 027:200 | +7    | 26     |
| 6.                             | USC Landhaus II (N)                  | 18  | 7  | 4 | 7  | 030:310 | −1    | 25     |
| 7.                             | FSC Hainfeld                         | 18  | 7  | 3 | 8  | 043:480 | −5    | 24     |
| 8.                             | DFV Juwelen Janecka                  | 18  | 7  | 3 | 8  | 039:480 | −9    | 24     |
| 9.                             | SG ASV Spratzern/SC Stattersdorf (A) | 18  | 5  | 3 | 10 | 027:430 | −16   | 18     |
| 10.                            | SC Damen Dörfl II (N)                | 18  | 1  | 2 | 15 | 011:630 | −52   | 05     |
| Stand: Endstand. Quelle: NOeFV |                                      |     |    |   |    |         |       |        |

| (A) | Absteiger der Saison 2001/02                        |
| (N) | Neueinsteiger aus der Landesliga der Saison 2001/02 |

Aufsteiger
- Burgenland: keiner
- Niederösterreich: SV Langenrohr
- Wien: keiner

Erfolgreichste Torschützin dieser Klasse wurde Adamovics vom FC Südburgenland mit 35 Treffern in 18 Spielen.

### Landesliga Steiermark

#### Modus
An der Landesliga Steiermark nahmen sechs Vereinen teil, die in zwei Hin- und Rückrunde in insgesamt 20 Runden den Meister ermittelten.

#### Saisonverlauf
Die Liga setzte sich aus insgesamt sechs Vereinen zusammen. Meister der Landesliga Steiermark, bei der die Teilnahme von Vereine aus Kärnten gewährt wird, wurde ASV St. Margarethen/Lavanttal, der in der nächsten Saison in der Frauen-Bundesliga spielte.

#### Abschlusstabelle
Die Meisterschaft endete mit folgendem Ergebnis:
| Pl.                           | Verein                        | Sp. | S  | U | N  | Tore    | Diff. | Punkte |
| ----------------------------- | ----------------------------- | --- | -- | - | -- | ------- | ----- | ------ |
| 1.                            | ASV St. Margarethen/Lavanttal | 20  | 18 | 1 | 1  | 119:250 | +94   | 55     |
| 2.                            | SC St. Ruprecht/Raab          | 20  | 16 | 2 | 2  | 103:190 | +84   | 50     |
| 3.                            | USV Eichberg                  | 20  | 7  | 4 | 9  | 063:730 | −10   | 25     |
| 4.                            | FC Maria Lankowitz            | 20  | 5  | 5 | 10 | 047:760 | −29   | 20     |
| 5.                            | FC Ligist                     | 20  | 5  | 3 | 12 | 036:710 | −35   | 18     |
| 6.                            | SC Unterpremstätten           | 20  | 1  | 1 | 18 | 015:119 | −104  | 04     |
| Stand: Endstand. Quelle: StFV |                               |     |    |   |    |         |       |        |

Aufsteiger
- Kärnten: keiner
- Steiermark: LUV Graz II

### Regionalliga West

#### Modus
Die Liga bestand aus sieben Vereinen, die einer Hin- und einer Rückrunden gegeneinander spielten. So wurden in 12 Spiele für jeden Verein der Meister der Regionalliga West ermittelt.

#### Saisonverlauf
Die Regionalliga West begann am 31. August 2002 und endete am 31. Mai 2003 mit der 14. Runde. Meister wurde der FC Koblach, der jedoch nicht in die höchste Spielklasse aufsteigen wollte. SC Austria Lustenau stieg ab.

#### Abschlusstabelle
Die Meisterschaft endete mit folgendem Ergebnis:
| Pl.                          | Verein                        | Sp. | S  | U | N  | Tore    | Diff. | Punkte |
| ---------------------------- | ----------------------------- | --- | -- | - | -- | ------- | ----- | ------ |
| 1.                           | FC Koblach                    | 12  | 10 | 1 | 1  | 087:130 | +74   | 31     |
| 2.                           | Schwarz-Weiß Bregenz (A)      | 12  | 7  | 3 | 2  | 033:170 | +16   | 24     |
| 3.                           | SK Zirl                       | 12  | 7  | 1 | 4  | 046:220 | +24   | 22     |
| 4.                           | SPG FC Lingenau/FC Mellau RW1 | 12  | 7  | 1 | 4  | 042:210 | +21   | 22     |
| 5.                           | FC Egg                        | 12  | 4  | 1 | 7  | 027:460 | −19   | 13     |
| 6.                           | FC Alberschwende              | 12  | 3  | 1 | 8  | 033:310 | +2    | 10     |
| 7.                           | SC Austria Lustenau (N)       | 12  | 0  | 0 | 12 | 005:120 | −115  | 0      |
| Stand: Endstand. Quelle: TFV |                               |     |    |   |    |         |       |        |

| (A) | Absteiger der Saison 2000/01                        |
| (N) | Neueinsteiger aus der Landesliga der Saison 2000/01 |

Aufsteiger
- Tirol: keiner
- Vorarlberg: Bremenmahd E 95